# Wet op de arbeidsongeschiktheidsverzekering
De Wet op de arbeidsongeschiktheidsverzekering (WAO) is een Nederlandse wet die is bedoeld voor werknemers die langdurig ziek zijn of gehandicapt zijn en niet meer of niet meer volledig in hun onderhoud kunnen voorzien. De wet is sinds 2006 alleen nog van kracht voor mensen die reeds een WAO-uitkering ontvingen. Op 29 december 2005 is de WAO opgevolgd door de Wet werk en inkomen naar arbeidsvermogen (WIA).
De WAO trad in werking op 1 september 1966 en is gedurende de jaren 1976-2004 veelvuldig aangepast. Ook werden de keuringsregels steeds strenger. Vanaf oktober 2004 vond er een eenmalige herkeuring plaats, met strengere keuringsnormen, voor alle WAO'ers die op 1 juli 2004 jonger dan 50 jaar waren. Veel WAO'ers verloren na deze herkeuring geheel of gedeeltelijk hun uitkering. Dit werd veroorzaakt door het aangescherpte "schattingsbesluit" van oktober 2004, waarin de normen voor afkeuring aanmerkelijk werden verzwaard.
Ook werd het claimbeoordelings- en borgingssysteem (CBBS-systeem) oneigenlijk toegepast, waardoor mensen ten onrechte voor functies worden goedgekeurd. Het CBBS-systeem is daarom in juli 2004, op last van de rechter, verbeterd. Verder blijkt uit getuigenverklaringen van oud-keuringsartsen, afgelegd tijdens een eind 2006 door de Stichting CORV aangespannen rechtszaak, dat aan keuringsartsen soms werd gevraagd streng te keuren. Ook bleek dat artsen minder vaak een urenbeperking toekenden, wat niet een gevolg was van veranderd beleid. Dit leek het gevolg te zijn van de functioneringsbeoordeling van UWV-artsen.
Het functioneren van de keuringsarts werd beoordeeld op het percentage toegekende urenbeoordelingen, het percentage afgekeurde patiënten en het percentage toewijzingen GDBM (geen duurzaam benutbare mogelijkheden).
Bij deze beoordeling werd echter geen rekening gehouden met aard en ernst van de ziekte of beperkingen van de gekeurde cliënten. De toewijzing GDBM, in volksmond medische afkeuring genoemd, houdt in dat de gekeurde cliënt niet meer in staat wordt geacht welk beroep dan ook uit te oefenen.
Van de oud-WAO'ers die werden goedgekeurd en die geen baan hadden op het moment van herkeuring heeft slechts een klein aantal direct werk weten te vinden. Op lange termijn is dat aantal wel toegenomen, maar het ging dan vaak om een tijdelijke baan, uitzendwerk, gesubsidieerd werk, freelancewerk of een eigen bedrijfje. In de 60% zoals opgegeven door het UWV zijn ook cliënten inbegrepen die vóór hun herkeuring al werk hadden. Indien deze buiten beschouwing worden gelaten wordt het aantal beduidend lager.
Van 1976 tot 1998 bestond voor niet-werknemers de Algemene Arbeidsongeschiktheidswet (AAW).